# Republic of Pemberley

The Republic of Pemberley (en français, la République de Pemberley) est une communauté virtuelle ayant pour centre d’intérêt l’œuvre de la femme de lettres anglaise Jane Austen. Ce site a vu le jour aux États-Unis en novembre 1996, peu de temps après la sortie de l’adaptation télévisée de la BBC de 1995 du roman Orgueil et Préjugés. Il est né d'une poignée de Janeites « accros » de la série, désireuses, au départ, d'échanger leurs impressions. Son adresse (www.pemberley.com) existe depuis mai 1997.
Il tire son nom du domaine de Pemberley, propriété de Mr Darcy, le héros masculin.